# Izstrelišče Kourou
Vesoljsko izstrelišče Kourou (angleško Guiana Space Centre, francosko Centre spatial guyanais – CSG) je evropsko (francosko) vesoljsko izstrelišče v bližini kraja Kourou v Francoski Gvajani. Operativno je od leta 1968. Pozicija ima dve glavni prednosti: leži blizu ekvatorja, kar je ugodno za izstrelitve na vzhod zaradi večje rotacije v bližinji ekvatorja. Druga prednost je, da v primeru napak raket pri izstrelitvi, padejo delci na neposeljena območja. Porabljene stopnje raket padejo v ocean na vzhodu.
Z izstreliščem operira Evropska vesoljska agencija - ESA, francoska vesoljska agencija -  CNES in Arianespace, ki izvaja komercialne izstrelitve. . ESA uporablja izstrelišče za oskrbovanje mednarodne vesoljske postaje s plovilom Automated Transfer Vehicle.
Lokacijo za francosko izstrelišče so izbrali leta 1964. Leta 1975 so ustanovili Evropsko vesoljsko agencijo, ki tudi veliko uporablja izstrelišče.  Z istrelišča se izstreljuje tudi komercialne tovore drugih držav. ESA prispeva dve tretjini prihodka izstrelišča. 

## Zgradbe
Kourou leži približno 500 kilometrov severno od ekvatorja (5°10' severne geografske širine). Pri tej poziciji dobi plovilo 460 m/s hitrosti (zaradi zemljine rotacije) za vzhodne orbite. Bližina ekvatorju zahteva tudi manj manevriranja v geostacionarno orbito, ki ima inklinacijo 0° in tudi druge orbite z nizko inklinacijo. 
Rotacija Zemlje je na Kourou 463 m/s (1,035 milj/h), na bolj severnem ameriškem izstrelišču Cape Canaveral (Kennedy Space Center) - 28°27′ S, pa je manj 406 m/s (908 milj/h). 
Zaradi teh dveh dejstev je izstrelitev enakega tovora z izstrelišča Kourou lahko cenejša kot iz drugih izstrelišč (npr. Cape Caneveral ali Bajkonur).